# Lijst van voetbalinterlands Estland - Israël
Deze lijst van voetbalinterlands is een overzicht van alle officiële voetbalwedstrijden tussen de nationale teams van Estland en Israël. De landen speelden tot op heden vijf keer tegen elkaar. De eerste ontmoeting, een vriendschappelijke wedstrijd, werd gespeeld in Tel Aviv op 18 januari 1999. Het laatste duel, een kwalificatiewedstrijd voor het Wereldkampioenschap voetbal 2026, vond plaats op 6 juni 2025 in Tallinn.

## Wedstrijden
| № | Plaats   | Datum            | Competitie           | Wedstrijd        | Uitslag |
| - | -------- | ---------------- | -------------------- | ---------------- | ------- |
| 1 | Tel Aviv | 18 januari 1999  | Vriendschappelijk    | Israël – Estland | 7 – 0   |
| 2 | Tallinn  | 2 september 2006 | EK 2008 kwalificatie | Estland – Israël | 0 – 1   |
| 3 | Tel Aviv | 28 maart 2007    | EK 2008 kwalificatie | Israël – Estland | 4 – 0   |
| 4 | Debrecen | 22 maart 2025    | WK 2026 kwalificatie | Israël – Estland | 2 – 1   |
| 5 | Tallinn  | 6 juni 2025      | WK 2026 kwalificatie | Estland – Israël | 1 − 3   |

## Samenvatting
| Competitie        | Totaal gespeeld | Winst Estland | Gelijk | Winst Israël | Doelsaldo Estland – Israël |
| ----------------- | --------------- | ------------- | ------ | ------------ | -------------------------- |
| WK-kwalificatie   | 2               | 0             | 0      | 2            | 2 − 5                      |
| EK-kwalificatie   | 2               | 0             | 0      | 2            | 0 − 5                      |
| Vriendschappelijk | 1               | 0             | 0      | 1            | 0 − 7                      |
| Totaal            | 5               | 0             | 0      | 5            | 2 − 17                     |

Wedstrijden bepaald door strafschoppen worden, in lijn met de FIFA, als een gelijkspel gerekend.

## Details

### Eerste ontmoeting
| Vriendschappelijk (Tel Aviv, Israël, 18 januari 1999): |              | |
| Israël | 7 – 0        | Estland |
| Avi Nimni 17' (pen.) Avi Tikva 29' Ronen Harazi 31' Ronen Harazi 36' Alon Mizrahi 43' Offer Shitrit 81' Jan Talesnikov 87'                                             | goals        | |
| Shlomo Scharf | bondscoach   | Teitur Þórðarson |
| Nir Davidovich 46' Alon Harazi Ran Ben-Shimon 46' Amir Shelah 46' Najuan Grayeb 46' Avi Tikva Walid Badir 46' Avi Nimni 46' Idan Tal Ronen Harazi 46' Alon Mizrahi 46' | opstellingen | Toomas Tohver 78' Urmas Kirs 84' Sergei Hohlov-Simson Marek Lemsalu 46' Urmas Rooba 71' Marko Kristal 46' Maksim Smirnov Martin Reim Sergei Terehov 46' Indrek Zelinski Andres Oper |
| Shavit Elimeleh 46' Shimon Gershon 46' Arik Benado 46' Adoram Keisy 46' Oren Zeituni 46' Jan Talesnikov 46' Ofer Shitrit 46' Nir Sevilia 46'                           | wissels      | 46' Janek Meet 46' Viktor Alonen 46' Kristen Viikmäe 71' Mark Švets 78' Erko Saviauk 84' Raio Piiroja                                                                               |
| Arik Benado 70' Oren Zeitouni 84' | gele kaarten | |

### Tweede ontmoeting
| EK 2008 kwalificatie (Tallinn, Estland, 2 september 2006): |       |                     |
| Estland                                                    | 0 – 1 | Israël              |
|                                                            | goals | 8' Roberto Colautti |

### Derde ontmoeting
| EK 2008 kwalificatie (Tel Aviv, Israël, 28 maart 2007):       |       |         |
| Israël                                                        | 4 – 0 | Estland |
| Idan Tal 19' Roberto Colautti 29' Ben Sahar 77' Ben Sahar 80' | goals |         |

EJL · A-internationals · Bondscoaches · Statistieken · Estisch vrouwenelftal · Olympisch elftal · Estland U21 · Estland U20 · Estland U19 · Estland U18 · Estland U17 · Estland U16
1920 – 1929 ·
1930 – 1939 ·
1940 – 1949 ·
1950 – 1990 · 
1990 – 1999 ·
2000 – 2009 ·
2010 – 2019 ·
2020 − 2029
OS 1924
1920 ·
1921 ·
1922 ·
1923 ·
1924 ·
1925 ·
1926 ·
1927 ·
1928 ·
1929 · 
1930 · 
1931 · 
1932 · 
1933 · 
1934 · 
1935 · 
1936 · 
1937 · 
1938 · 
1939 · 
1940 · 
1941 · 
1942 · 
1943 · 1944 · 
1945 · 
1946 · 
1947 · 
1948 · 
1949 · 
1950 – 1990 · 
1991 · 
1992 · 
1993 · 
1994 · 
1995 · 
1996 · 
1997 · 
1998 · 
1999 · 
2000 · 
2001 · 
2002 · 
2003 · 
2004 · 
2005 · 
2006 · 
2007 · 
2008 · 
2009 · 
2010 · 
2011 · 
2012 · 
2013 · 
2014 · 
2015 · 
2016 ·
2017 ·
2018 ·
2019 ·
2020
Albanië ·
Andorra ·
Angola ·
Antigua en Barbuda ·
Argentinië ·
Armenië ·
Azerbeidzjan ·
België ·
Bosnië-Herzegovina ·
Brazilië ·
Bulgarije ·
Canada ·
Chili ·
China ·
Cyprus ·
Denemarken ·
Duitsland ·
Ecuador ·
Egypte ·
El Salvador ·
Engeland ·
Equatoriaal-Guinea ·
Faeröer ·
Fiji ·
Filipijnen ·
Finland ·
Frankrijk ·
Georgië · 
Gibraltar ·
Griekenland ·
Hongarije ·
Hongkong ·
Ierland ·
IJsland ·
Indonesië ·
Irak ·
Israël ·
Italië ·
Jordanië ·
Kazachstan ·
Kirgizië ·
Kroatië ·
Letland ·
Libanon ·
Liechtenstein ·
Litouwen ·
Luxemburg ·
Malta ·
Marokko ·
Mexico ·
Moldavië ·
Montenegro ·
Nederland ·
Nieuw-Caledonië ·
Nieuw-Zeeland ·
Noord-Ierland ·
Noord-Macedonië ·
Noorwegen ·
Oekraïne ·
Oezbekistan ·
Oman ·
Oostenrijk ·
Polen ·
Portugal ·
Qatar ·
Roemenië ·
Rusland ·
Saint Kitts en Nevis ·
San Marino ·
Saoedi-Arabië ·
Schotland ·
Servië ·
Slovenië ·
Slowakije · 
Spanje ·
Tadzjikistan ·
Thailand ·
Trinidad en Tobago ·
Tsjechië ·
Turkije ·
Turkmenistan ·
Uruguay ·
Vanuatu ·
Venezuela ·
Verenigde Arabische Emiraten ·
Verenigde Staten ·
Vietnam ·
Wales ·
Wit-Rusland ·
Zweden ·
Zwitserland
IFA · A-internationals · Bondscoaches · Statistieken · Israëlisch vrouwenelftal · Olympisch elftal · Israël U21 · Israël U20 · Israël U19 · Israël U18 · Israël U17 · Israël U16
1934 – 1939 · 
1940 – 1949 · 
1950 – 1959 · 
1960 – 1969 · 
1970 – 1979 · 
1980 – 1989 · 
1990 – 1999 · 
2000 – 2009 · 
2010 – 2019 ·
2020 − 2029
WK 1970
1934 · 
1935–1937 · 
1938 · 
1939 · 
1948 · 
1941–1947 · 
1948 · 
1949 · 
1950 · 
1951–1952 · 
1953 · 
1954 · 
1955 · 
1956 · 
1957 · 
1958 · 
1959 · 
1960 · 
1961 · 
1962 · 
1963 · 
1964 · 
1965 · 
1966 · 
1967 · 
1968 · 
1969 · 
1970 · 
1971 · 
1972 · 
1973 · 
1974 · 
1975 · 
1976 · 
1977 · 
1978 · 
1979 · 
1980 · 
1981 · 
1982 · 
1983 · 
1984 · 
1985 · 
1986 · 
1987 · 
1988 · 
1989 · 
1990 · 
1991 · 
1992 · 
1993 · 
1994 · 
1995 · 
1996 · 
1997 · 
1998 · 
1999 · 
2000 · 
2001 · 
2002 · 
2003 · 
2004 · 
2005 · 
2006 · 
2007 · 
2008 · 
2009 · 
2010 · 
2011 · 
2012 · 
2013 · 
2014 · 
2015 ·
2016 ·
2017 ·
2018 ·
2019 ·
2020 ·
2021 ·
2022 ·
2023
Albanië · 
Andorra ·
Argentinië ·
Armenië ·
Australië ·
Azerbeidzjan ·
België ·
Bosnië en Herzegovina ·
Brazilië ·
Bulgarije ·
Chili ·
Colombia ·
Cyprus ·
Denemarken ·
Duitsland ·
Engeland ·
Estland ·
Ethiopië ·
Faeröer ·
Filipijnen ·
Finland ·
Frankrijk ·
Georgië ·
GOS ·
Griekenland ·
Guatemala ·
Honduras ·
Hongarije ·
Hongkong ·
Ierland ·
IJsland ·
India ·
Iran ·
Italië ·
Ivoorkust ·
Japan ·
Joegoslavië ·
Kosovo ·
Kroatië ·
Letland ·
Liechtenstein ·
Litouwen ·
Luxemburg ·
Maleisië ·
Malta ·
Mexico ·
Moldavië ·
Montenegro ·
Myanmar ·
Nederland ·
Nieuw-Zeeland ·
Noord-Ierland ·
Noord-Macedonië ·
Noorwegen ·
Oekraïne ·
Oezbekistan ·
Oostenrijk ·
Pakistan ·
Polen ·
Portugal ·
Roemenië ·
Rusland ·
San Marino ·
Schotland ·
Servië ·
Singapore ·
Slovenië ·
Slowakije ·
Sovjet-Unie ·
Spanje ·
Taiwan ·
Thailand ·
Tsjechië ·
Turkije ·
Uruguay ·
Verenigde Staten ·
Wales ·
Wit-Rusland ·
Zambia ·
Zuid-Afrika ·
Zuid-Korea ·
Zuid-Vietnam ·
Zweden ·
Zwitserland